# Clausena excavata
Clausena excavata är en vinruteväxtart som beskrevs av Nicolaas Laurens Nicolaus Laurent Burman. Clausena excavata ingår i släktet Clausena och familjen vinruteväxter. Inga underarter finns listade i Catalogue of Life.